# Commanderie d'Esnouveaux
La commanderie d'Esnouveaux ou commanderie de Les Nouvaux est une commanderie hospitalière de l'ordre de Saint-Jean de Jérusalem, implantée dans le bourg d'Esnouveaux  dans le département de la Haute-Marne, en région Champagne-Ardenne.

## Histoire
Il s'agit probablement à l'origine d'une ancienne station, sans doute ruinée pendant les invasions et rétablie au IXe siècle, située sur la voie romaine de Langres à Reims, et sur laquelle a pris naissance un hameau.
Vers 1170, les comtes de Clefmont font don de cette terre aux Hospitaliers de l'ordre de Saint-Jean de Jérusalem afin d'y fonder une commanderie.
En 1180, un village s'est formé autour de cette commanderie, et il en est fait mention sous le nom de Novaus.
En 1187, Simon III de Clefmont fait don de ce village aux Hospitaliers en présence de l'évêque de Langres Manassès de Bar-sur-Seine.
En 1201, l'évêque de Langres Hilduin de Vendeuvre donne la cure d'Ageville aux hospitaliers.
En 1207, frère Étienne, de l'Hôpital, donne à la Blanche de Navarre, comtesse de Champagne et tutrice de son fils Thibaut, la moitié de la seigneurie d'Esnouveaux à titre de pariage.
En 1311, une maison située à Reynel, appelée maison de Saint-Jean en Petite-Forêt, donnée aux Hospitaliers en 1197, est rattachée à Esnouveaux  en 1311.
Fondé en 1197 par Wiard, seigneur de Reynel, l'hôpital de Reynel (Elvide de Vignory en fut la première Hospitalière), situé au pied du château, fut également rattaché à Esnouveaux. Il fut détruit au XVIe siècle.
Sans doute au XIVe siècle, la commanderie hospitalière d'Etury, située à Cirey-sur-Blaise, fut aussi rattachée à Esnouveaux.

## Liste des commandeurs d'Esnouveaux et d'Etury
(liste non exhaustive)[à développer]
- Dominique de Crenay, cité en 1349.
- Philippe Chapotot, cité en 1525 et 1532.
- Simon de Mailley, cité en 1564.
- Jean Blanchard, cité en 1581, 1582 et 1590
- Nicolas Camus, cité en 1602.
- Etienne Gasdebois, cité en 1650.
- Henri d'Estampes de Valencey, cité en 1671.
- Pierre de Vaussin, cité en 1606.
- Claude Grallart, cité en 1633.
- Claude Guyot de Marne, cité en 1663.
- Nicolas Amiot, cité en 1719[4].
- Claude Grossard, cité en 1745-1746.
- Joseph-Claude Guyot de Marne, cité entre 1760 et 1769.
- Jean-Charles Narenne, cité en 1770.
- Claude Jobert, Joubert ou Jabert (décédé en son prieuré d’Orges, le 8 juillet 1783)[5], cité en 1780.
- Jean-Gabriel Champion, cité en 1786-1787.